# Josip Potepan - Škrljev
Josip Nadoslav Potepan Škrljev, slovenski čebelar, posestnik, sadjar, krajevni zgodovinar, etnograf, * 8. marec 1848, Dolnji Zemon, † 6. marec 1893, Dolnji Zemon.
Rodil se je očetu Josipu in materi Mariji (rojena Samsa).
Prevzel je družinsko kmetijo in v kmetovanje vnašal številne novosti. Obnavljal je sadovnjake in jih plemenitil z novimi sadnimi vrstami, ki so bile ustreznejše podnebju. Za zasluge pri zavzemanju za umno kmetijstvo je bil imenovan za člana Cesarsko kraljeve Kmetijske družbe za Kranjsko v Ljubljani, za vidne uspehe pri sadjarstvu in čebelarstvu pa je leta 1884 prejel posebno častno diplomo. Bil je tudi redni dopisovalec Bleiweisovih Novic in drugih časopisov.
Bil je tudi uspešen nadžupan v Jablanici. Nadžupansko okrožje Jablanice je tedaj obsegalo osem vasi: Gornji in Dolnji Zemon, Trpčane, Kuteževo, Jablanico, Vrbico, Vrbovo ter Jasen. Njegova največja zasluga za rojstni kraj Dolnji Zemon pa je zgraditev novega šolskega poslopja, ki je bilo svečano odprto leta 1878.
Majhen delček njegove knjižnice in peščico rimskih bronastih kovancev, katere je pri svojem raziskovalnem delu zbiral Potepan, hrani njegov prapravnuk Vili Gombač iz Ilirske Bistrice.